# 加藤磯足
加藤 磯足（かとう いそたり、延享5年1月23日（1748年2月21日） - 文化6年10月12日（1809年11月19日））は江戸時代中期の国学者。尾張国美濃路起宿本陣十一代目。幼名は梅之助、後に要次郎。通称は右衛門七、隠居後に寿作。別号に石桟、河之辺乃翁。俳号は磊石。本姓は藤原氏。

## 生涯

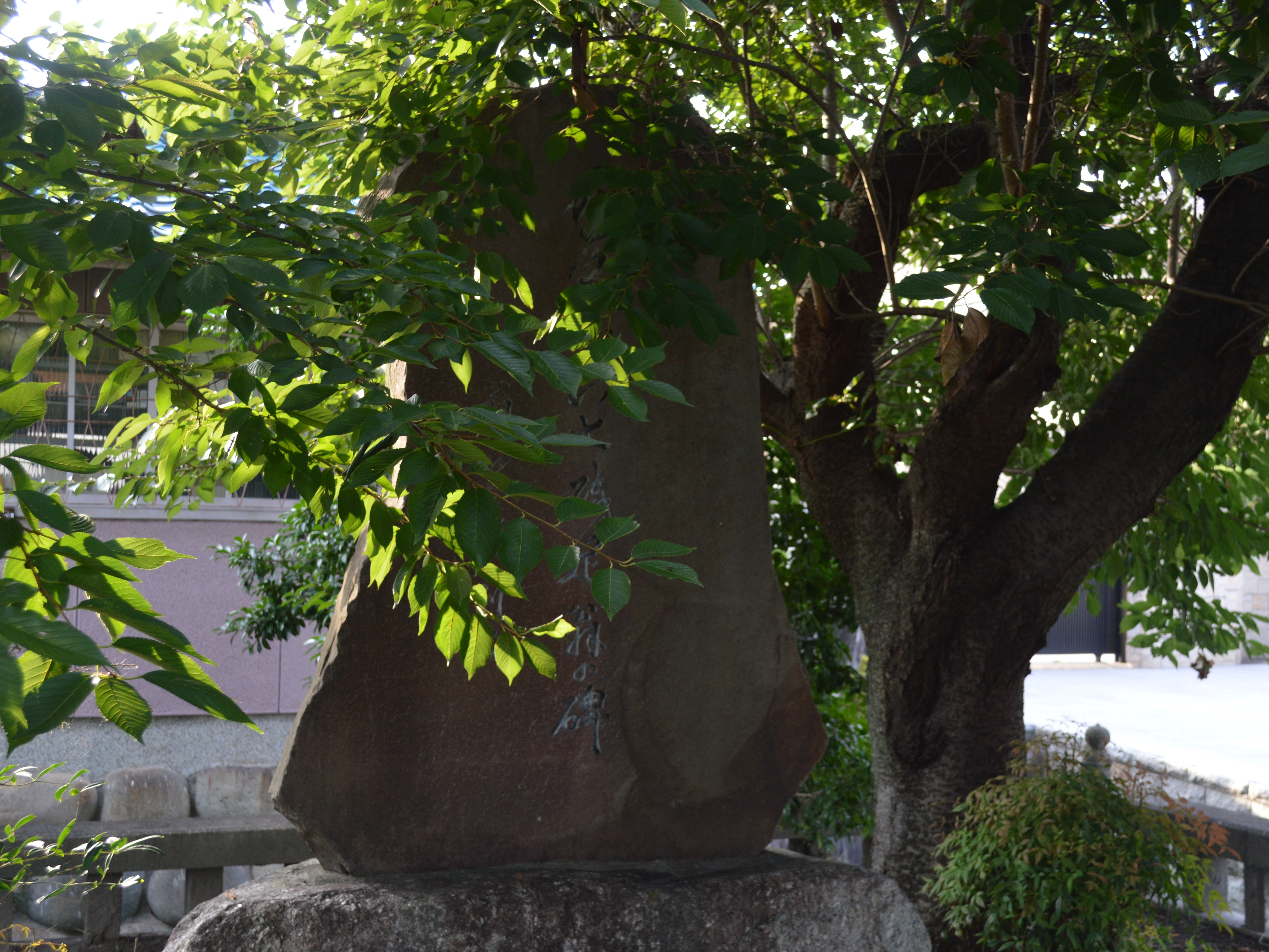
加藤磯足邸趾（一宮市起下町）

母方林家の日記によれば、延享5年（1748年）1月23日午刻、尾張国中島郡起村下町（愛知県一宮市起字下町199-12）で代々本陣兼問屋場を務める加藤右衛門七家に生まれた。しかし、磯足自身は後年延享4年（1747年）11月15日生と称しており、一年鯖を読まねばならない事情があったと思われるが、詳細は不明である。
明和元年（1764年）、朝鮮通信使が起本陣に宿泊した際、通信使南秋月と藩儒磯谷滄州が詩を論じ合う所に立ち会って感銘を受け、学問を志したと伝えられる。
明和7年（1770年）、父の死去に伴い、起宿本陣十一代目として加藤右衛門七を名乗る。本陣には各地の大名や、鷹狩のため尾張藩主徳川宗睦が投宿したため、磯足は和歌を献上するなどしてもてなした。安永2年（1773年）、本陣宿泊中急病により死去した陸奥福島藩主板倉勝行を看取った際、献身的な介護を感謝され、板倉家には御目見を許され、また度々返礼を受けた。
安永頃、名古屋で名声を高めていた歌学者田中道麿に入門した。
家業を継いだ頃、尾張藩では藩主徳川宗睦の下藩政改革が断行されており、磯足も村法改正や貧民救済などを通じて村内の改革に取り組んだ。天明元年（1782年）尾張藩に赴任した細井平洲の教化活動に共鳴し、天明2年（1782年）1月入門し、起村に講演に招いた。また、周辺の村々と協力し、長年地域を苦しめてきた木曽川の治水を自普請で行った。
しかし、次第に農民の生活向上に直結しない儒教的な教化活動に対し疑問を抱くようになり、藩に「磯足内達書」と呼ばれる意見書を度々提出して減税を訴えるも聞き入れられず、現実の社会問題解決よりも、専ら学究的な関心を抱いていくようになる。
天明4年（1784年）の道麿死去後、名古屋の道麿門人は道麿の師本居宣長に次々と入門していった。磯足も、寛政元年（1789年）3月21日名古屋本町四丁目書林藤屋吉兵衛方で宣長の講義を聴講し、門下に入った。寛政2年（1790年）2月下旬には、松坂に宣長を訪ねた。寛政5年（1793年）4月15日には宣長一行を墨俣宿で出迎え、自宿に迎えた。
俳句にも興味を持ち、加藤暁台に入門し、趣味の囲碁に因み俳号を磊石とした。
寛政10年（1798年）12月、代官小山清兵衛に隠居を願い出、寛政11年（1799年）2月29日許可され、寿作と名乗った。
享和元年（1801年）10月4日、関宿での歌学講義から帰郷した際、宣長の病気を知り、松坂へ参じたが、看取ることはできなかった。同年、宣長の後継本居春庭に入門した。
文化6年（1809年）11月12日死去。村内本陣山（一宮市起字本陣山）に葬られ、松が植えられたが、墓碑は建てられなかった。法名は貞西。

## 著作
- 『不肖僥倖記』 - 安永2年家業を継いでから享和2年までの本陣業務に関する詳細な記録[2]。
- 『しのぶ草』 - 田中道麿23回忌に当たり事蹟を著したもので、道麿研究の基礎資料[2]。
- 『三子伝』 - 天明6年（1786年）初冬成立。起村出身画師山川千渓、囲碁棋士加藤麦二、将棋棋士横山印智の略伝[2]。
- 『時雨日記』 - 山室山の宣長墓に参じた時の日記。
- 『河之辺乃翁物語』 - 文化2年（1805年）、美濃国北方で蒐集した怪談集[2]。
- 『校異首書土佐日記』 - 北村季吟『土佐日記抄本』、人見卜幽『土佐日記附註』、及び素本を校合したもの[2]。没後の文政元年（1818年）11月初刊。
- 『磯の寄藻』 - 歌集

## 家族

### 先祖
起宿で代々本陣を務めた加藤家は、奥州藤原氏藤原忠衡の落胤で、忠衡暗殺後、熱田神宮に落ち延びたという泉藤太郎敏衡を祖とする。その7世孫藤太郎従五位下伊予守清晴は建武2年（1335年）足利尊氏に仕えた。忠衡から23世孫、彦兵衛尉敏弘は斯波氏に仕えていたが、同家の滅亡後、中島郡起村に土着した。関ヶ原の戦いでは、福島正則、細川忠興の木曽川渡河に助力したため、戦後起村には江戸と京都を最短距離で結ぶ美濃路の川越地点として宿場が置かれると、その本陣に任ぜられた。磯足は敏弘から数えて十一代目。
一方、母方の脇本陣林家は、織田信長家臣林秀貞弟新九郎の3世孫長太郎が慶長10年（1605年）林与右衛門定通と名乗り、起村に分家したとされる。

### 家族
- 父：加藤右衛門七敏光（享保3年（1718年） - 明和7年（1770年）） - 起宿本陣十代目。
- 母：林てる（享保14年（1729年） - 文化11年（1814年）9月28日） - 起宿脇本陣林浅右衛門定通女[2]。磯足よりも長生した[2]。
- 前妻：横山ちか（宝暦3年（1753年） - 文化2年（1805年）） - 横山又太郎女[2]。明和元年（1764年）結婚[2]。
  - 娘：むろ（明和2年（1765年） - 寛政11年（1799年））
  - 婿養子：加藤右衛門七有済（明和4年（1767年） - 文化14年（1817年）1月29日） - 美濃国池田郡開田村（岐阜県揖斐郡揖斐川町開田）高橋忠兵衛男[2]。幼名は順治[2]。むろと結婚し、加藤家十二代目を継ぐが、むろとの間には子ができず、後妻を迎えた[2]。
  - 義女：神戸もと - 一宮村真清田神社社家神戸利兵衛女[2]。
- 後妻：園田氏（明和8年（1771年） - 文政9年（1826年）7月10日） - 尾張藩士園田十左衛門女[2]。文化4年（1807年）結婚[2]。
  - 息：寿三郎（文化5年（1808年） - 明治2年（1869年）） - 磯足の没する前年に生まれ、唯一の実子であったが、加藤家を継ぐ余地なく、尾張藩士石河光茂家臣南波伝内養子となった[2]。号は明勗。

### 子孫
磯足の跡は開田村高橋家よりの養子有済が継いだ。明治には、14代目加藤豊恭は伝馬所取締役、15代目直七は起村戸長、学校係、16代目元善は起村郵便局（尾西郵便局）局長を務めた。平成に至っても、19代目加藤郡男は尾西市大字起に在住である。
なお、母方の林家も現代まで続き、濃尾地震後に再建された住宅は旧林家住宅として国の登録有形文化財に登録され、一宮市尾西歴史民俗資料館別館として内部が公開されている。子孫林英夫は濃尾農村の工業化等を研究し、立教大学名誉教授。磯足に関する論考もある。 